# Карвало Леите
Карлос Антонио Доберт де Карвало Леите (Рио де Жанеиро, 25. јун 1912 — Рио де Жанеиро, 19. јул 2004), познатији као Карвало Леите  био је фудбалер бразилске асоцијације који је играо као нападач. 
Леите је рођен у Рио де Жанеиру. У каријери која је трајала 15 година између 1927. и 1943, Леите је играо за Petropolitano  и Ботафого, освојивши пет наслова Campeonato Carioca (1930, 1932, 1933, 1934, 1935) са Ботафогом. Био је најбољи стрелац 1931, 1935, 1936, 1938 и 1939. године. 
Леите је био члан бразилске екипе Светског првенства у фудбалу 1930.године, као најмлађи играч турнира (рекорд који је држао све док Пеле није дебитовао са 17 година на Светском првенству 1958. године ). Такође је био део тима Светског првенства 1934. године. Каријеру је прерано завршио у 29. години, повређен, због повреде колена, маја 1941. године, на утакмици против Bonsucesso-а. Након напуштања фудбала, дипломирао је медицину и деценијама био шеф медицинског одељења Ботафога.
Умро је у јулу 2004. године у 92. години, до тада је био последњи преживели играч бразилске репрезентације 1930. године. 

## Титуле и награде

### Клуб
- Campeonato Carioca (5):

Ботафого: 1930, 1932, 1933, 1934, 1935

### Појединачно
- Рекордер у постигнутим головима на Campeonato Carioca (5):

Ботафого: 1931 (13), 1935 (16), 1936 (15), 1938 (16 ), 1939 (22)